# Oulema gallaeciana
Oulema gallaeciana is een keversoort uit de familie bladkevers (Chrysomelidae). De wetenschappelijke naam van de soort werd in 1879 gepubliceerd door Lucas Friedrich Julius Dominikus von Heyden.